# Emancipación de menores
La emancipación de menores, también conocida en El Salvador y Panamá como habilitación de edad, es el acto por el cual un menor de edad se libera de la patria potestad de sus padres o tutores y adquiere capacidad de obrar.
En algunas regiones del mundo (por ejemplo, en México) el menor de edad emancipado puede realizar (por sí mismo y sin la intervención de quienes ejercen la patria potestad o, en su caso, el tutor) toda clase de actos y contratos, excepto los relativos a la enajenación y gravamen de bienes inmuebles, para los que se requiere la autorización de un juez competente (que en el caso de México es el «juez de lo familiar»); tampoco puede comparecer en juicio sin un tutor especial.

## Sentido amplio
En un sentido amplio la emancipación es la obtención de derechos de la mayoría de edad aun sin tener 18 años. Stricto sensu, proveniente del derecho romano, la emancipación es el término o extinción de la patria potestad o tutela de forma anticipada durante la minoría de edad. Es una semicapacidad relativamente rara en la práctica actual, y puede considerarse un concepto análogo al 'beneficio de la mayor edad' dado a sujetos a tutela desde los 16 años.[cita requerida]

## Historia
Se señala como antecedente histórico de la emancipación a la institución romana de la venia aetatis, que era concedida por el emperador a los varones mayores de veinte años, por virtud de la cual esos menores de edad disfrutaban de una capacidad semiplena, que les permitía disponer de sus bienes muebles pero que no les autorizaba para hacer una donación o enajenarlos, sino hasta que alcanzara la mayoría de edad, que en Roma empezaba a los veinticinco años de edad.
En el derecho contemporáneo, el término se usa específicamente en el sentido de atribución a un menor de edad por parte de sus padres o tutores la totalidad, o la mayor parte de los derechos y facultades civiles, que normalmente conlleva la mayoría de edad. Asimismo, algunas legislaciones conceden la mayoría legal al menor de edad que contrae matrimonio.

## Causas
Las causas de la emancipación pueden ser varias:
- Emancipación automática:
  - Por mayoría de edad. Cuando el sujeto cumple la edad establecida en la ley para tener plena capacidad.

- Emancipación a instancia de parte:
  - Por un acta autorizante del padre (concesión paterna). Mediante negocio bilateral padre-hijo, conforme al art. 317 del Código civil en España. Requiere 16 años mínimo en el menor y su consentimiento. Se produce por escritura pública o comparecencia registral, además de inscripción en el Registro Civil.
  - Por sentencia judicial (concesión judicial). Proceso voluntario iniciado a instancia del hijo (art. 320 Cc. español). Requiere 17 años mínimo en el menor, la petición de este, la audiencia con los padres y la concurrencia de una causa legal. Se produce por auto judicial e inscripción en el Registro Civil. En caso de explotación laboral al menor se le recompensara monetariamente por parte del tutor embargando el sueldo hasta pagar el dinero utilizado del menor.
- Emancipación fáctica (artículo 319 del Código civil español). Cuando el menor tiene vida económica independiente y los padres dan su consentimiento, aunque puede ser revocada.

## Efectos
Algunos actos pueden ser anulados a instancia de los padres o del curador. El consentimiento del cónyuge mayor (en la establecida por matrimonio) solo es respecto a bienes y valores comunes (por lo demás, rige regla general antes dicha).
Los emancipados están protegidos institucionalmente (artículo 288 y 293 del Código civil español).